# Gare de Drusenheim
Gare de Drusenheim – przystanek kolejowy w miejscowości Drusenheim, w departamencie Dolny Ren, w regionie Grand Est, we Francji. Jest zarządzany przez SNCF i obsługiwany przez pociągi TER Grand Est.

## Położenie
Znajduje się na linii Strasbourg – Lauterbourg, na km 26,631 między stacjami Herrlisheim i Sessenheim, na wysokości 124 m n.p.m.

## Historia
Linia między Strasburgiem a Lauterbourgiem zbudowana została przez Direction générale impériale des chemins de fer d’Alsace-Lorraine i została otwarta 25 lipca 1876.

## Linie kolejowe
- Linia Strasbourg – Lauterbourg